# 星球大戰資料庫
星球大戰資料庫（英語：Star Wars Databank）是星球大戰官方網站的資料庫，對相關人物，場景和科技進行說明。條目發布時會經過核查，但可能不會保持最新。

## 外部連結
- （英文）星球大戰資料庫 （页面存档备份，存于）

 Wookieepedia上的相关条目：Databank